# Oxydia olivata
Oxydia olivata är en fjärilsart som beskrevs av Paul Dognin 1900. Oxydia olivata ingår i släktet Oxydia och familjen mätare. Inga underarter finns listade i Catalogue of Life.